# Анкетјервил
Анкетјервил (фр. Anquetierville) насеље је и општина у северној Француској у региону Горња Нормандија, у департману Приморска Сена која припада префектури Руан.
По подацима из 2011. године у општини је живело 358 становника, а густина насељености је износила 87,75 становника/km². Општина се простире на површини од 4,08 km². Налази се на средњој надморској висини од 135 метара (максималној 153 m, а минималној 98 m).

## Демографија
| 1962. | 1968. | 1975. | 1982. | 1990. | 1999. | 2011. |
| ----- | ----- | ----- | ----- | ----- | ----- | ----- |
| 195   | 212   | 215   | 258   | 361   | 337   | 358   |

График промене броја становника у току последњих година